# Religião em Chipre
A religião no Chipre é muito diversificada. A população do Chipre é majoritariamente cristã (72%), sendo sua maior parte ortodoxa grega. Os muçulmanos, em maior parte sunitas, compõem 22%. Apenas 6% professam outras crenças ou não têm nenhuma crença.
A maioria dos cipriotas gregos, e portanto a maioria da população do Chipre, são membros da Igreja Ortodoxa Autocéfala grega no Chipre (Igreja de Chipre), enquanto a maioria dos cipriotas turcos oficialmente são muçulmanos sunitas. Há também pequenas comunidades Baha'i, Judaica, Protestante (incluindo Anglicana), Católica Romana, Maronita e Apostólica Armênia.

## Cristianismo

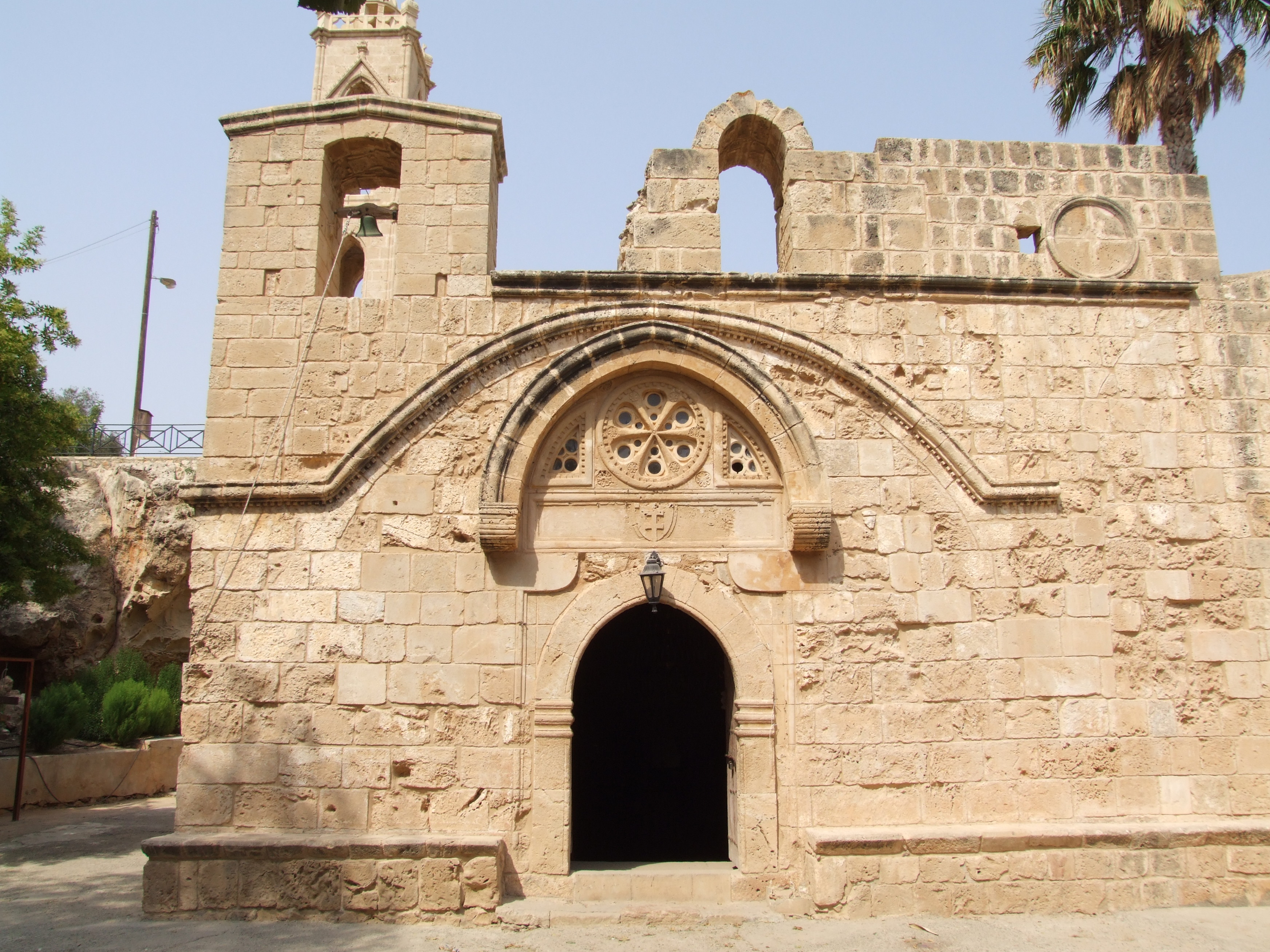
Monastério Ayia Napa

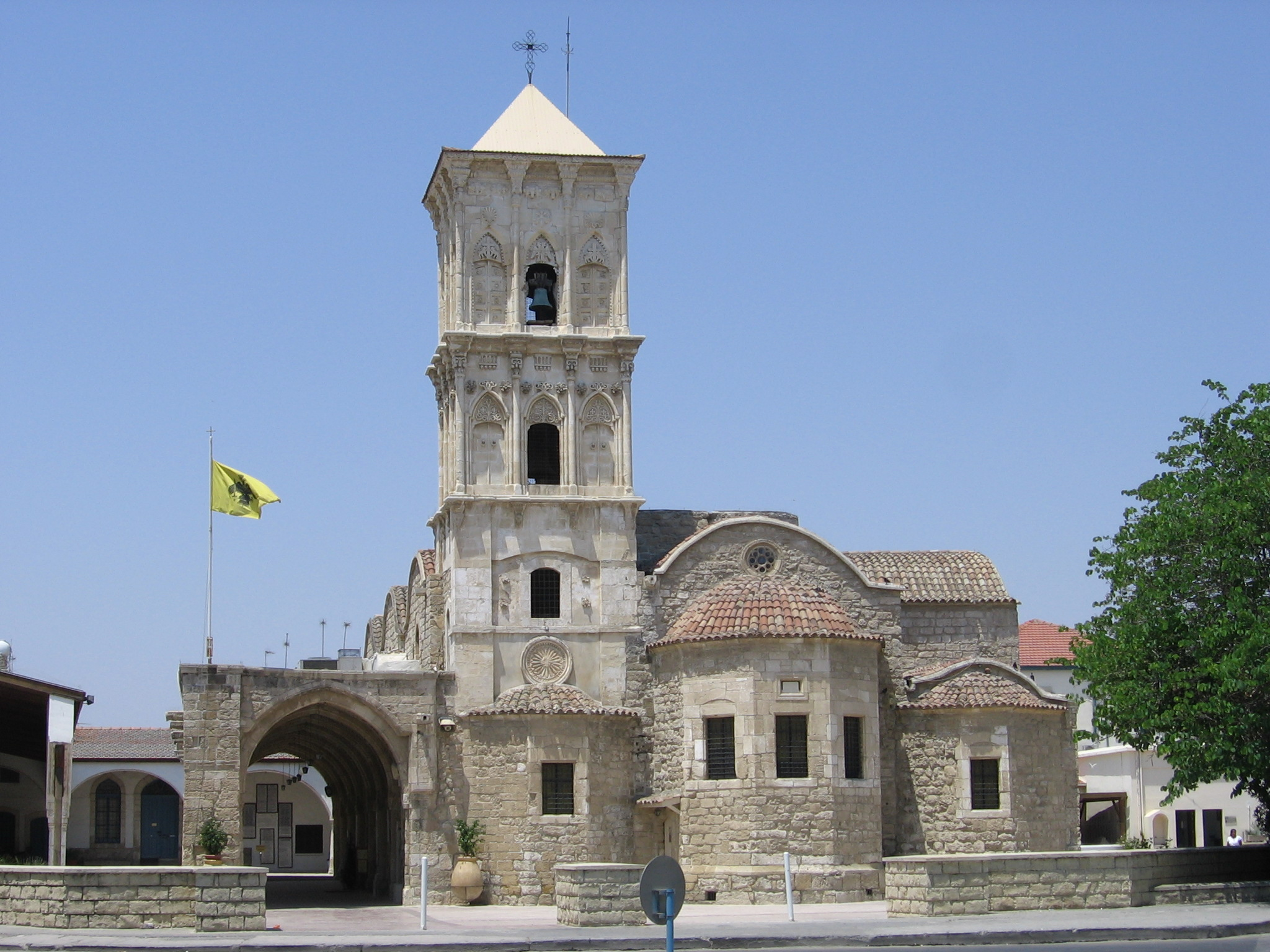
Igreja de São Lázaro de Larnaca

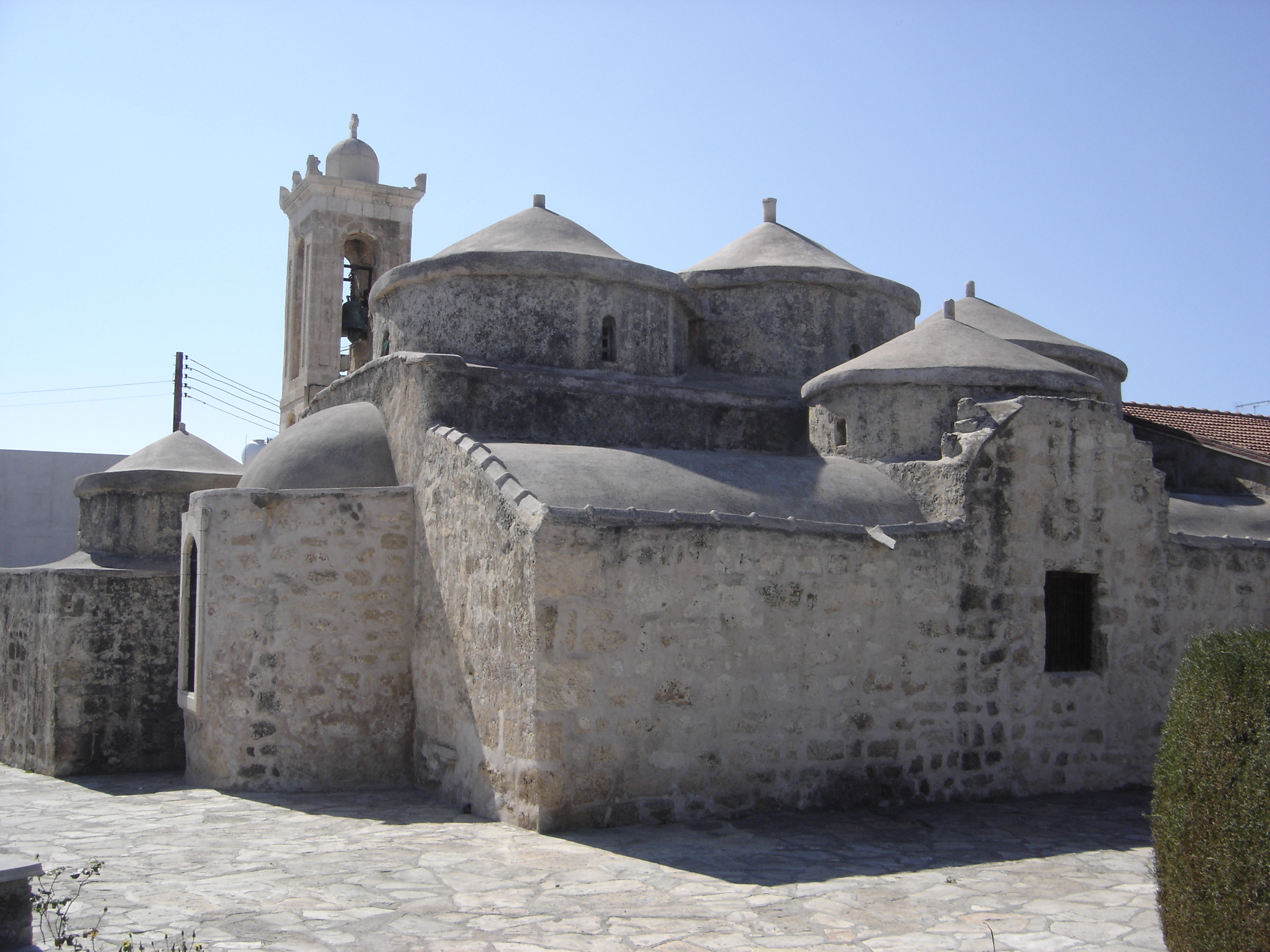
Igreja Agia Paraskevi Byzantine em Yeroskipou

### Igreja Ortodoxa grega de Chipre
A igreja mais importante em Chipre, a Igreja de Chipre, é uma igreja ortodoxa grega autocéfala dentro da tradição ortodoxa, e usa a liturgia grega. Reconhece a antiguidade e prestígio do patriarca ecumênico em Constantinopla, mantendo autonomia administrativa completa sob o seu próprio arcebispo. Sete sacramentos são reconhecidos: batismo na infância, seguido de confirmação com óleo consagrado, penitência, a Eucaristia, matrimônio, ordenação, e unção em tempos de doença ou quando perto da morte.